# Acordos de Bangui
Os Acordos de Bangui (ou também acordos de paz de Bangui) constituem um acordo de paz negociado em 1997 na República Centro-Africana. O acordo foi elaborado em Bangui para pôr fim ao conflito entre o governo e as forças rebeldes na década de 1990. Foi assinado pelo governo de Ange-Félix Patassé, partidos de oposição e grupos religiosos. O acordo previa várias medidas para resolver os pontos de vista das várias facções políticas, reorganizar o sistema de defesa, e promover reformas que poderiam melhorar a economia do país. 

## Prelúdio
Em 1995, vários movimentos de oposição se uniram e formaram o Conselho Democrático dos Partidos da Oposição (em francês:  Conseil Démocratique des Partis de l'Opposition , CODEPO). O CODEPO organizou uma manifestação contra o governo exigindo que os salários não pagos aos servidores públicos e aos militares fossem saldados com juro de mora. Três motins sucessivos ocorreram em 1996 contra o governo de Ange-Félix Patassé por alguns dos membros das forças armadas do país, devido ao não pagamento dos salários, questões trabalhistas e diferenças étnicas, resultando em uma crise. Um dos motins envolveu aproximadamente 200 soldados que exigiram aumentos salariais e a renuncia de Ange-Félix Patassé. As consequências levaram as tropas francesas estacionadas no país a suprimir a rebelião e restaurar a ordem. Em dezembro, na 19ª Reunião de Cúpula dos Chefes de Estado e de Governo da França e da África, Patassé solicitou aos presidentes do Gabão, Burkina Faso, Chade e Mali que mediassem uma trégua entre o governo e as forças rebeldes.

## Assinatura
Em janeiro de 1997, os acordos foram assinados pelo governo de Patassé, partidos de oposição e grupos religiosos. Um comitê internacional composto por um membro de cada estado em questão foi formado para monitorar a implementação dos Acordos de Bangui.

## Consequências
Michael Gbezera-Bria foi nomeado primeiro-ministro e um novo governo foi formado após a assinatura dos acordos de Bangui. No entanto, isso não trouxe um fim à instabilidade política.